# Laguna Sora Kkota
Laguna Sora Kkota är en sjö i Bolivia.   Den ligger i departementet La Paz, i den västra delen av landet, 500 km nordväst om huvudstaden Sucre. Laguna Sora Kkota ligger 4 491 meter över havet.
Trakten runt Laguna Sora Kkota består i huvudsak av gräsmarker. Runt Laguna Sora Kkota är det ganska glesbefolkat, med 43 invånare per kvadratkilometer.